# ズラ (エリトリア)
ズラ（英語: Zula、ティグリニャ語: ዙላ）はエリトリア・セメナウィ・ケイバハリ地方南部・フォロ地区の紅海沿岸に存在する町。ズラ湾（アンスレイ湾）の西岸奥に存在している。行政府所在地のフォロから東に4.5km離れている。北緯15度14分44秒東経39度40分4秒。標高21m。

## 歴史
古代アクスム王国の領土であり、ズラから4km離れた場所にアクスム王国の交易地及び港の遺跡であるアドゥリスが存在する。1857年、テオドロス2世のエチオピア帝国に反乱を起こしていたティグレ族の首長、デジャズ・ネグシエ(Dejaz Negusye)によってフランスにズラを割譲する協定が結ばれた。デジャズ・ネグシエがテオドロス2世に破られたためこの協定は履行されなかったが、この際に派遣されたフランスの巡洋艦は無主の土地を発見した。しかし、1866年にこの地がエジプトに隣接する海岸線とされたためにフランスは主権を主張しなかった。翌1867年から1868年にかけてのイギリスによるエチオピア遠征に際しては、このズラの港が上陸地及び停泊地として選ばれた。また、この遠征の際にアビシニア高原のセナフェまで道路が建設された。1888年、この地におけるエジプトの主権は失われ、イタリアによる保護国化の宣言がなされた。1890年にはイタリア植民地・エリトリアに組み込まれた。1941年からイギリスの軍政下・保護領に置かれ、1952年にはエチオピアとの連邦国家であるエリトリア領となった。1962年にはエチオピア帝国に併合されたが、1970年代後半までにエリトリア独立戦争における独立勢力の支配下に置かれた。1993年・国民投票によりエリトリアが独立した後はエリトリア領になっている。

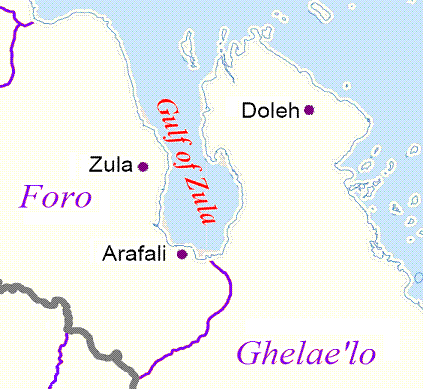
ズラ湾(Gulf of Zula)の西岸に位置するズラ(Zula)。